# Sivert Petersen
Sivert Kakatsak Ulrik Jørgen Kristian Petersen (* 29. November 1926 in Akerninnaq; † unbekannt) war ein grönländischer Katechet und Landesrat.

## Leben
Sivert Petersen war der Sohn des Jägers Peter Knudsen (1900–?) und seiner Frau Karla (1902–?). Er zog vom Kolonialdistrikt Angmagssalik in den Kolonialdistrikt Scoresbysund und war Katechet in Ittoqqortoormiit. Im Frühjahr 1966 vertrat er bei einer Sitzung Magtakalât Ârĸê in Grønlands Landsråd.